# Kyle Turley
Kyle John Turley (Provo, 24 settembre 1975) è un ex giocatore di football americano statunitense che ha militato nel ruolo di offensive tackle nella National Football League (NFL).

## Biografia
Dopo avere giocato al college alla San Diego State University dove fu premiato come All-American, Turley fu scelto come settimo assoluto nel Draft NFL 1998 di New Orleans Saints. Vi giocò fino al 2002, venendo ricordato in particolar modo per una rissa con Damien Robinson dei New York Jets nel 2001 che portò alla sua espulsione e costò la vittoria alla sua squadra. Nel 2003 Turley fu scambiato coi St. Louis Rams per una scelta del secondo giro del draft, giocandovi per due stagioni prima di venire svincolato. Dopo avere passato il 2005 fuori dai campi di gioco a causa di un problema al nervo sciatico, nel 2006 firmò coi Kansas City Chiefs e dopo una pre-stagione positiva fu nominato titolare. Si ritirò dopo l'annata 2007.

## Palmarès
- All-Pro: 2

2000, 2003
- PFWA All-Rookie Team - 1998

## Statistiche
| Partite             | 109 |
| Partite da titolare | 107 |